# Арнегискл
Арнегискл (лат. Arnegisclus; погиб в 447) — военный магистр Восточной Римской империи в 440-х годах.

## Биография
Арнегискл был предположительно готского происхождения. В исторических источниках он в 441 году упомянут как офицер, убивший в императорском дворце из-за вражды военного магистра Иоанна Вандала.
В 443 году Арнегискл был комитом в диоцезе Фракия во время вторжения гуннов во главе с Атиллой. В 447 году стал военным магистром Фракии, но погиб в битве с гуннами на реке Утус.
Арнегискл — отец военного магистра Фракии в 468 и 469 годах Анагаста.